# ロッテ持株
ロッテ持株株式会社（ロッテもちかぶ、朝: 롯데지주 주식회사（ロッテジジュ）、英: Lotte Corporation）は、韓国ソウル特別市に本社を置くロッテグループの韓国の持株会社である。1967年に設立された。

## 歴史
- 1967年3月24日：ロッテ製菓株式会社設立
- 2017年10月1日：ロッテ持株株式会社に社名を変更して、現在のロッテ製菓株式会社を分社化し、発足した。